# Nepenthes lingulata
Nepenthes lingulata är en tvåhjärtbladig växtart som beskrevs av Chi. C. Lee, Hernawati och Akhriadi. Nepenthes lingulata ingår i släktet Nepenthes och familjen Nepenthaceae. Inga underarter finns listade i Catalogue of Life.

## Bildgalleri

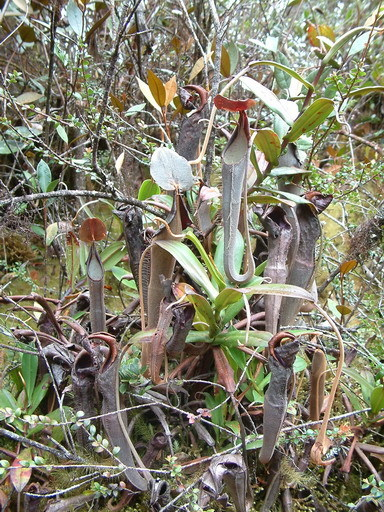
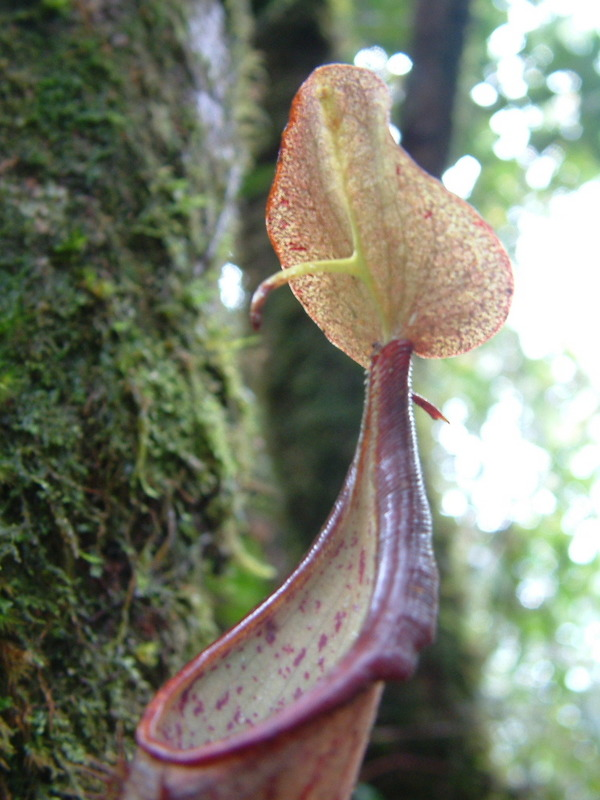
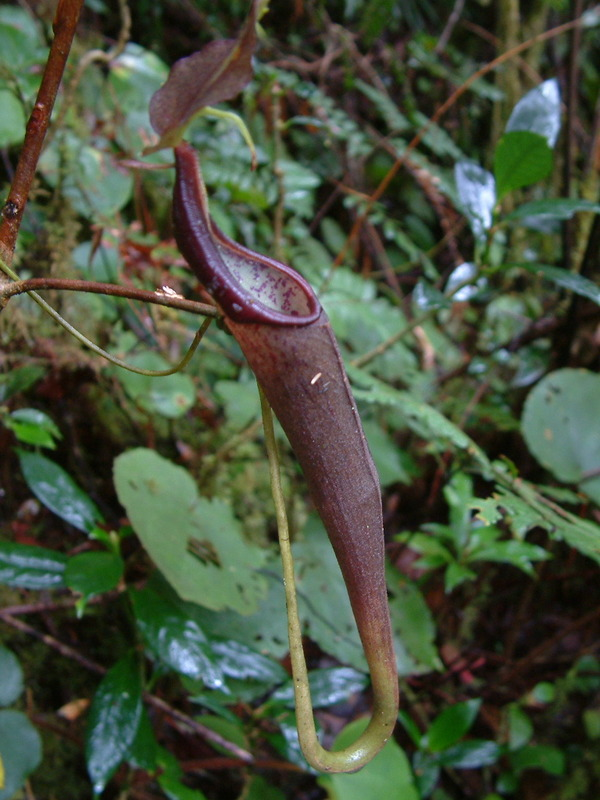
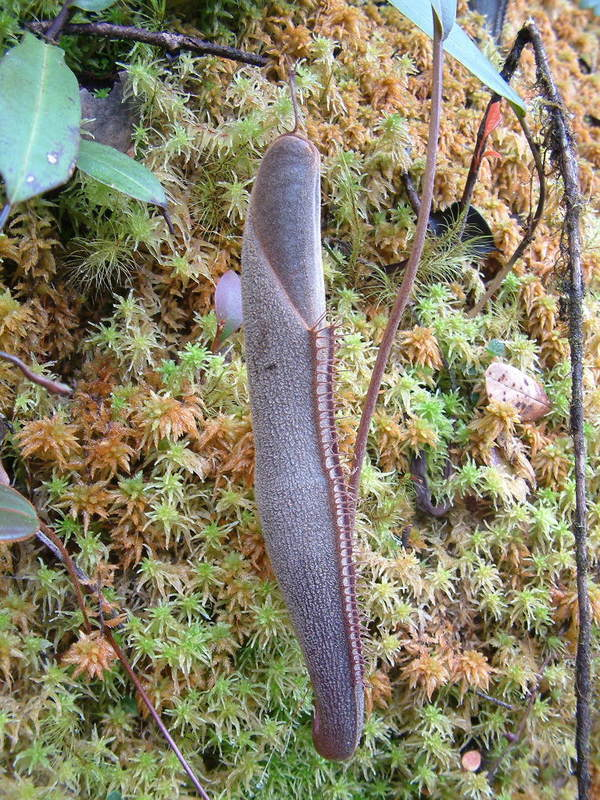
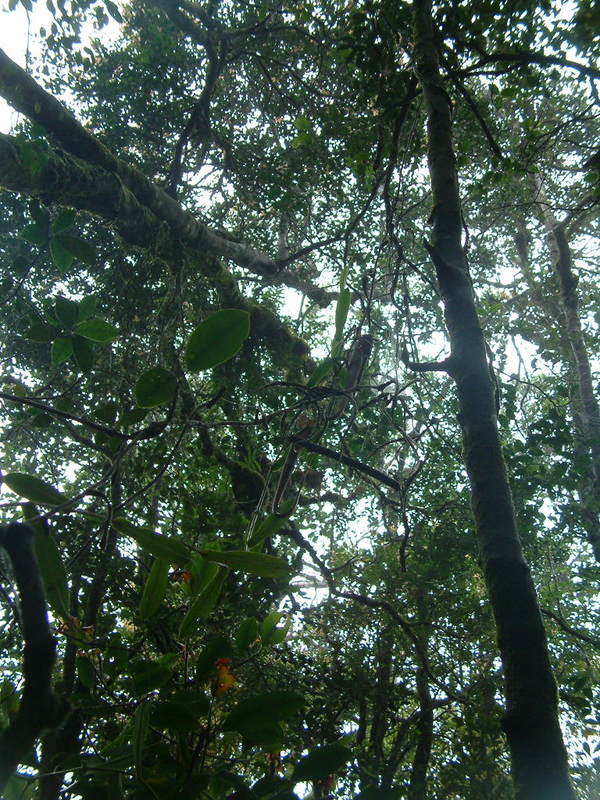
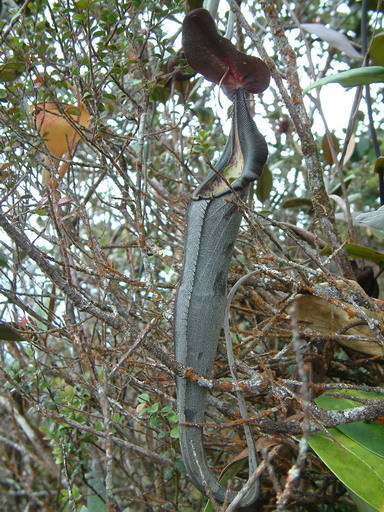